# آمادو ساماکه
آمادو ساماکه (انگلیسی: Amadou Samaké؛ زادهٔ ۲۰ ژوئیهٔ ۱۹۹۵) بازیکن فوتبال اهل مالی است.